# Hemerobius tristriatus
Hemerobius tristriatus is een insect uit de familie van de bruine gaasvliegen (Hemerobiidae), die tot de orde netvleugeligen (Neuroptera) behoort. 
Hemerobius tristriatus is voor het eerst wetenschappelijk beschreven door Kuwayama in 1954.